# 阿史那元慶
阿史那元慶（あしな げんけい、拼音：Āshǐnà Yuánqìng、? - 692年）は、西突厥の可汗で、唐の軍人。阿史那弥射の子。

## 生涯
垂拱（685年 - 688年）の初め、唐は弥射の子で左豹韜衛翊府中郎将の元慶を左玉鈐衛将軍兼崑陵都護に抜擢し、興昔亡可汗（こうせきぼうかがん）を襲名させ、五咄六部落をとりしまらせた。また、歩真の子の斛瑟羅を右玉鈐衛将軍兼濛池都護とし、五弩失畢部落をとりしまらせ、唐は元慶を左衛大将軍に昇進させた。
如意元年（692年）、元慶は彼が謀反を謀ったという来俊臣の讒言にあって殺害され、その子の阿史那献は崖州へ流刑に処された。

## 子
- 阿史那献

## 参考資料
- 『旧唐書』（列伝第一百四十四下 突厥下）
- 『新唐書』（列伝一百四十下 西突厥）
- 佐口・山田・護訳注『騎馬民族誌２正史北狄伝』（1972年、平凡社）
- 内藤みどり『西突厥史の研究』（1988年、早稲田大学出版部、ISBN 4657882155）